# Пухтинський В'ячеслав Костянтинович
Пухтинський В'ячеслав Костянтинович (14 грудня 1888, Чернігів — 1980, Ніжин, Чернігівська область) — кандидат історичних наук, викладач німецької мови та латини, краєзнавець. Автор спогадів про Чернігів «Дней минувших были и анекдоты».

## Біографія
Народився у Чернігові у сім'ї відомого педагога Костянтина Дем'яновича Пухтинського, який після закінчення Глухівського учительського інституту викладав у навчальних закладах міста, а у 1897 р. заснував приватну Торгівельну школу.
У 1907 р. В. К. Пухтинський закінчив Чернігівську чоловічу гімназію, а у 1912 р. — Санкт-Петербурзький історико-філологічний інститут «по разряду древних языков» і одержав «звание учителя гимназии, дающее все права кандидатов университетов, с правом преподавания древних и русского языков».
З 1912 р. викладав російську і латинську мови, історію та географію у 6-й Київській чоловічій гімназії, яку після встановлення радянської влади було реорганізовано у 62-у Трудову школу.
В осені 1920 р. В. К. Пухтинський перебрався до містечка Сквира на Київщині, де викладав латинську мову і географію у тамтешніх середніх навчальних закладах.
В 1922—1925 роках працював у Чернігові, а з 1925 р. доля його пов'язала з Ніжином.
В 1925—1927 рр. працював контролером-інструктором сільськогосподарського страхування Ніжинської окружної контори державного страхування, а у 1927—1929 рр. інспектором відділів народної освіти Ніжинського, Лосинівського й Плисківського районів.
Водночас упродовж 1926—1929 рр. він без відриву від виробництва навчався в аспірантурі по секції історії античної культури при Ніжинській науково-дослідній кафедрі під керівництвом відомих вчених І. Г. Турцевича, О. І. Покровського та К. Т. Штепи. Після закінчення аспірантури В. Пухтинський у 1929—1941 рр. викладав у Ніжинському інституті народної освіти німецьку й латинську мови і водночас завідував унікальною бібліотекою цього навчального закладу. У грудні 1940 р. на засіданні Наукової ради історичного факультету Київського державного університету В. К. Пухтинський успішно захистив кандидатську дисертацію на тему «До історії римського нобілітету», яку присвятив пам'яті професора І. Г. Турцевича.
В період Другої Світової війни залишився у Ніжині, через хвору дружину. За окупаційними законами мав працювати — служив перекладачем у комендатурі, за що пізніше був звинувачений у колабораціонізмі. Засуджений 6 жовтня 1943 р. Військовим трибуналом 60-ї армії за статтею 54.1 на 10 років перебування у виправно-трудових таборах. 17 вересня 1955 р. його було амністовано.
За хрущовської «відлиги» В. К. Пухтинському дозволили протягом лютого-вересня 1956 р. викладати німецьку та французьку мови у Седнівській середній школі Чернігівського району. Того ж таки року він вийшов на пенсію і повернувся до Ніжина. В. К. Пухтинський намагався повернутися до наукової діяльності, але відмова керівництва Ніжинського державного педагогічного інституту ім. М. В. Гоголя надати йому можливість користуватися своєю бібліотекою фактично ставила хрест на його наукових планах.
В. К. Пухтинський зайнявся мемуарами. Він детально розповів про своє життя, але особливе місце відвів старому Чернігову, який залишився для нього містом щасливого дитинства та юності. Розрадою останніх його років життя було також упорядкування власного архіву, яким опікувалися співробітники Державного архіву Чернігівської області. Результатом їхньої співпраці став особовий фонд В. К. Пухтинського, до якого увійшли численні документи, листи й мемуари.
У 1980 р. В. К. Пухтинський помер і був похований на території Центрального міського цвинтаря у Ніжині.